# Mělnické Vtelno
Obec Mělnické Vtelno se nachází v okrese Mělník, kraj Středočeský. Rozkládá se asi osmnáct kilometrů východně od Mělníka. Žije zde přibližně 1 000 obyvatel.

## Historie
První písemná zmínka o obci pochází z roku 1352. Název obce odkazuje k dávné minulosti, kdy tu byly mokřiny, jejichž vrbový porost dal Vtelnu jméno (vetla je staročesky vrba).

### Územněsprávní začlenění
Dějiny územněsprávního začleňování zahrnují období od roku 1850 do současnosti. V chronologickém přehledu je uvedena územně administrativní příslušnost obce v roce, kdy ke změně došlo:
- 1850 země česká, kraj Praha, politický i soudní okres Mělník[5]
- 1855 země česká, kraj Praha, soudní okres Mělník
- 1868 země česká, kraj Praha, politický i soudní okres Mělník
- 1939 země česká, Oberlandrat Mělník, politický i soudní okres Mělník[6]
- 1942 země česká, Oberlandrat Praha, politický i soudní okres Mělník[7]
- 1945 země česká, správní i soudní okres Mělník[8]
- 1949 Pražský kraj, okres Mělník[9]
- 1960 Středočeský kraj, okres Mělník
- 2003 Středočeský kraj, okres Mělník, obec s rozšířenou působností Mělník

### Rok 1932
Ve vsi Mělnické Vtelno (991 obyvatel, poštovní úřad, četnická stanice, katol. kostel, evang. kostel) byly v roce 1932 evidovány tyto živnosti a obchody: lékař, autobusový dopravce, 3 autodopravci, výroba cementového zboží, cihelna, obchod s cukrovinkami, 2 holiči, 4 hostince, klempíř, kolář, 2 kováři, 2 krejčí, mlýn, obchod s obuví Baťa, 4 obuvníci, 2 vývozci ovoce, 2 pekaři, pila, porodní asistentka, povoznictví, 13 rolníků, 3 řezníci, sedlář, sklenář, 8 obchodů se smíšeným zbožím, Občanská záložna pro Vtelno, 2 obchody se střižním zbožím, 3 švadleny, tesařský mistr, 2 trafiky, truhlář, zahradník, zámečník, zednický mistr.
Ve vsi Radouň (238 obyvatel, samostatná ves se později stala součástí Mělnického Vtelna) byly v roce 1932 evidovány tyto živnosti a obchody: hostinec, kolář, kovář, krejčí, obuvník, 2 obchody s ovocem, 8 rolníků, sadař, obchod se smíšeným zbožím, trafika.
V obci Vysoká Libeň (545 obyvatel, samostatná obec se později stala součástí Mělnického Vtelna) byly v roce 1932 evidovány tyto živnosti a obchody: cihelna, holič, družstvo pro rozvod elektrické energie ve Vysoké Libni, 3 hostince, kapelník, kolář, 3 kováři, krejčí, meliorační družstvo, 2 pekaři, 3 rolníci, 2 řezníci, sedlář, 3 obchody se smíšeným zbožím, Spořitelní a záložní spolek pro Vys. Libeň a Radouň, švadlena, trafika, truhlář, velkostatek Derfl.

## Pamětihodnosti
- Kostel Archanděla Michaela
- Evangelický kostel

## Části obce
- Mělnické Vtelno
- Radouň
- Vysoká Libeň

## Doprava
Dopravní síť

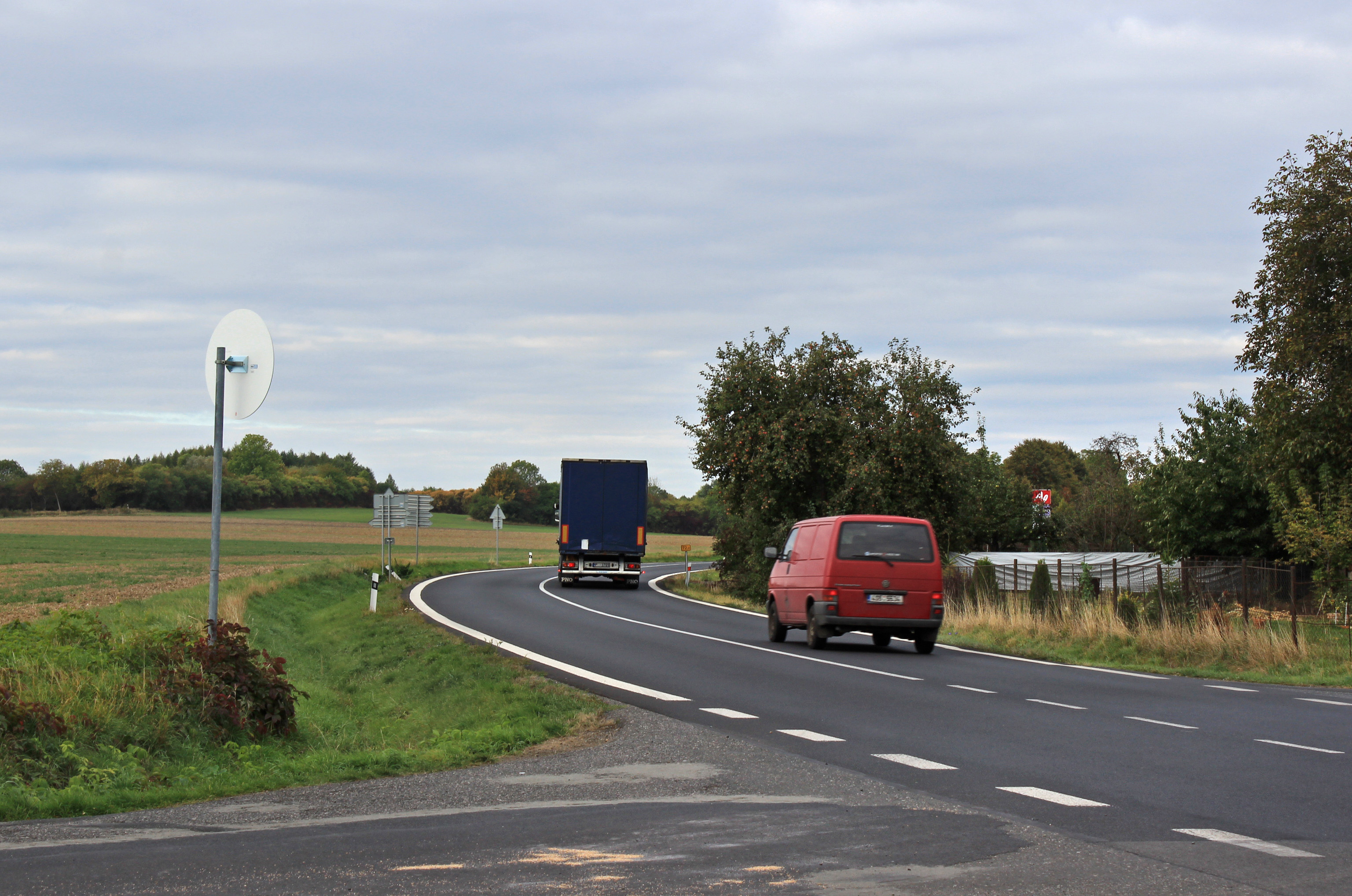
Silnice I. třídy č. 16 na jižním okraji obce

- Pozemní komunikace – Do obce vede silnice II/274 Kanina - Mělnické Vtelno, okolo zastavěné části obce prochází silnice I/16 Slaný - Mělník - Mělnické Vtelno - Mladá Boleslav - Jičín.
- Železnice – Železniční trať ani stanice na území obce nejsou.

Veřejná doprava 2012
- Autobusová doprava – Obcí vedly autobusové linky jedoucí do těchto cílů: Kladno, Mělník, Mladá Boleslav, Mšeno, Praha, Roudnice nad Labem, Všetaty.

## Turistika
Obcí prochází cyklotrasa č. 8146 Kokořínský Důl - Chorušice - Mělnické Vtelno - Mečeříž - Kochánky.

## Další fotografie

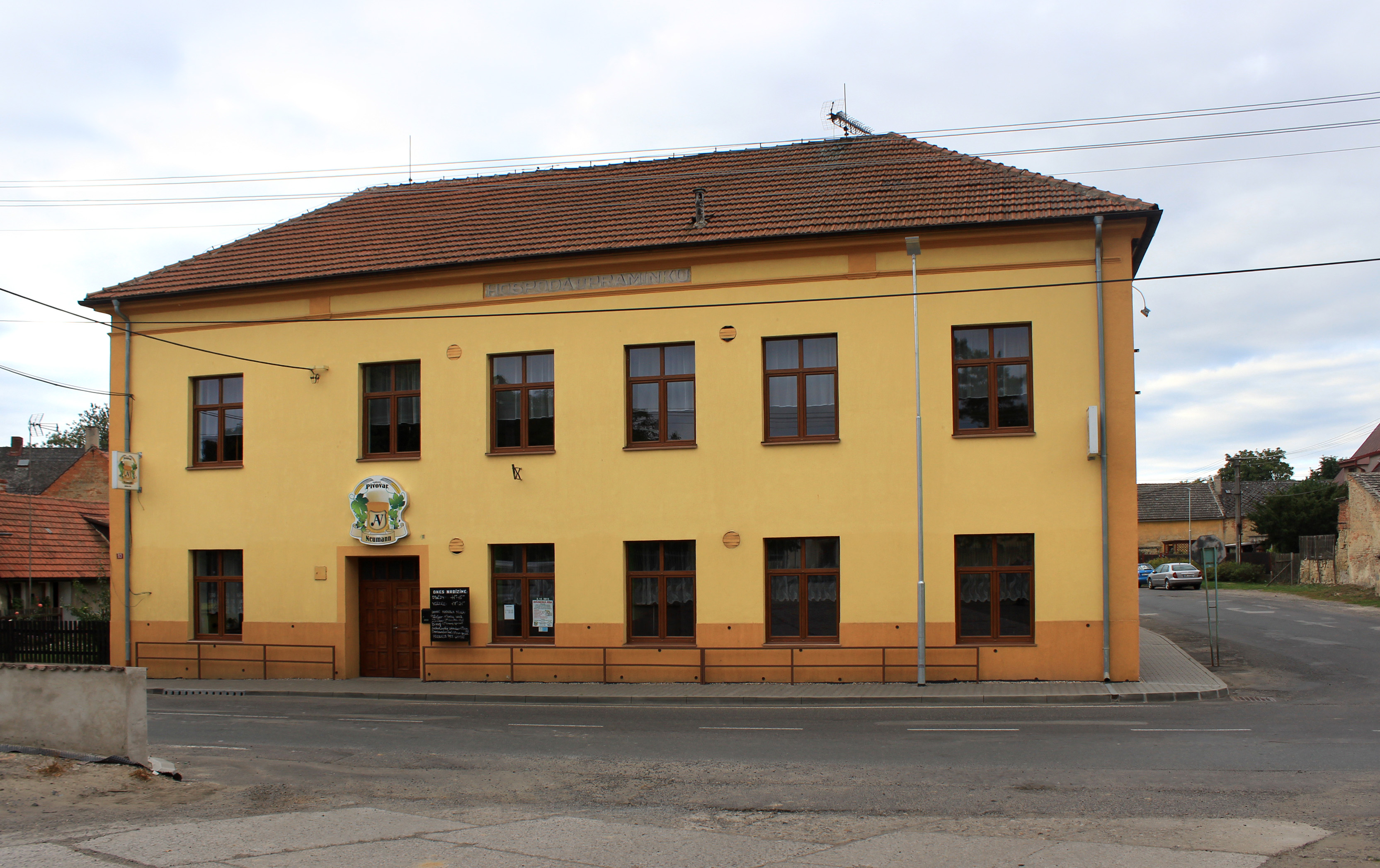
Místní pivovar
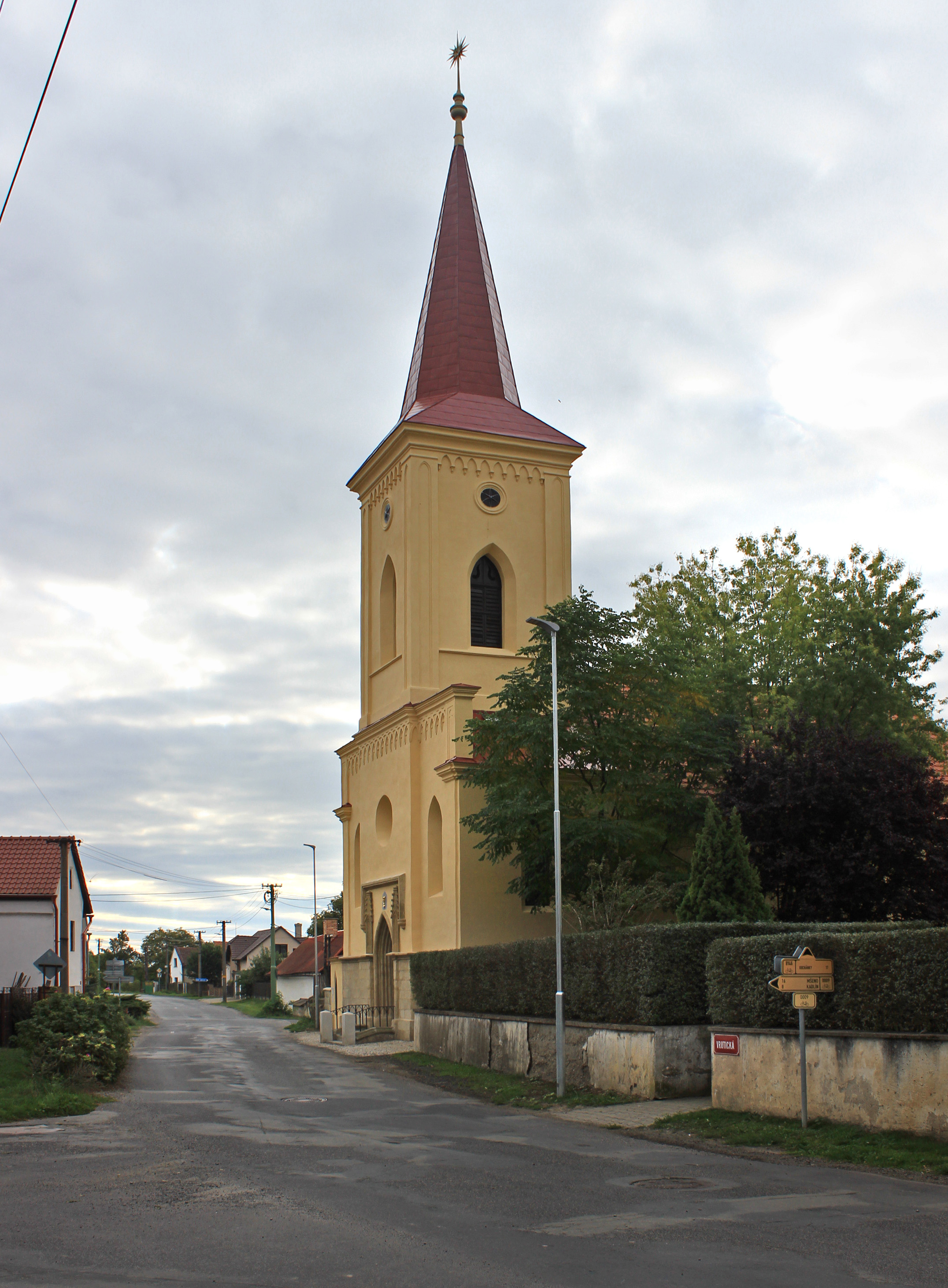
Vrutická ulice s památkově chráněným kostelem
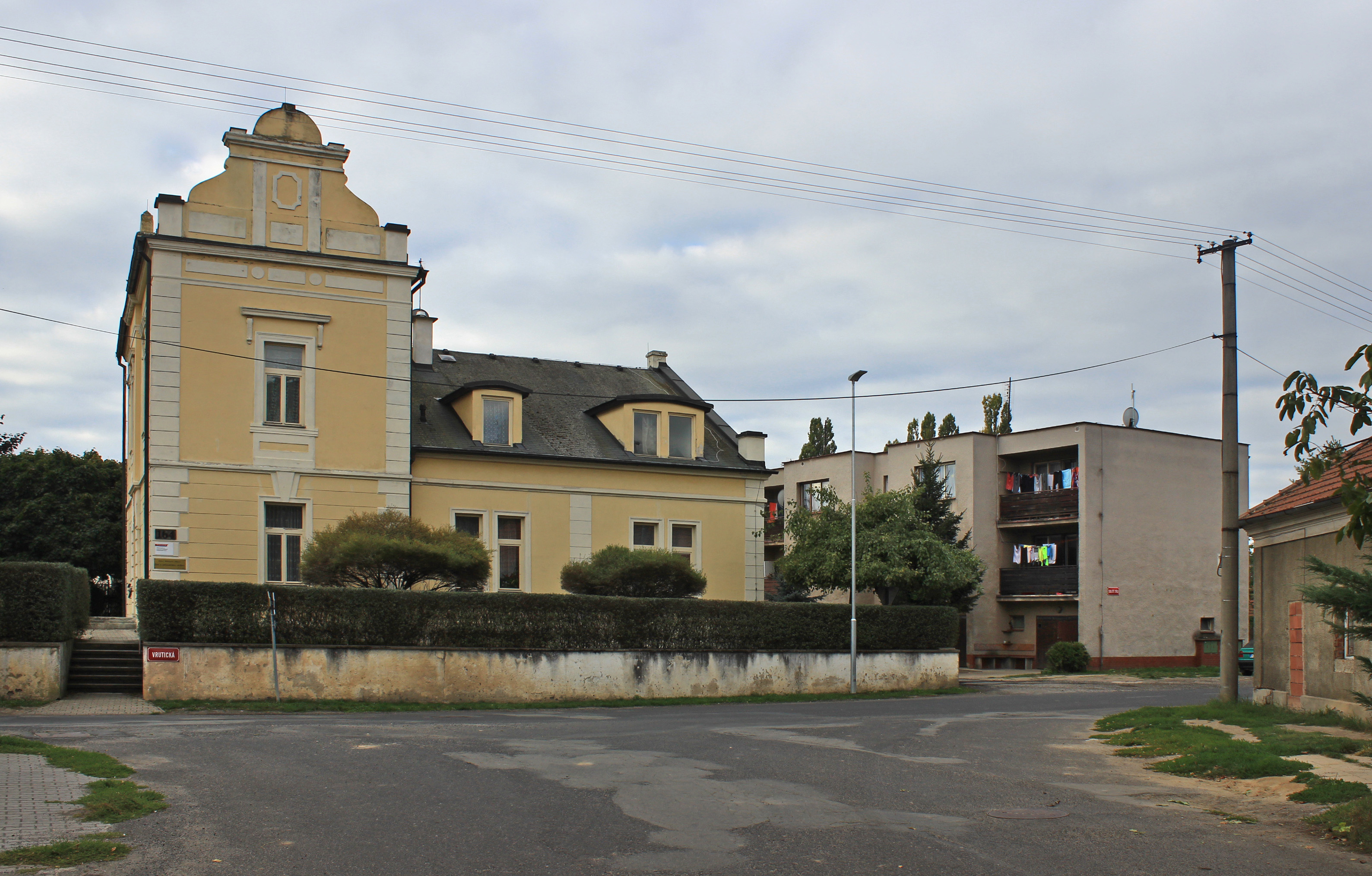
Vila a bytovky mezi kostely
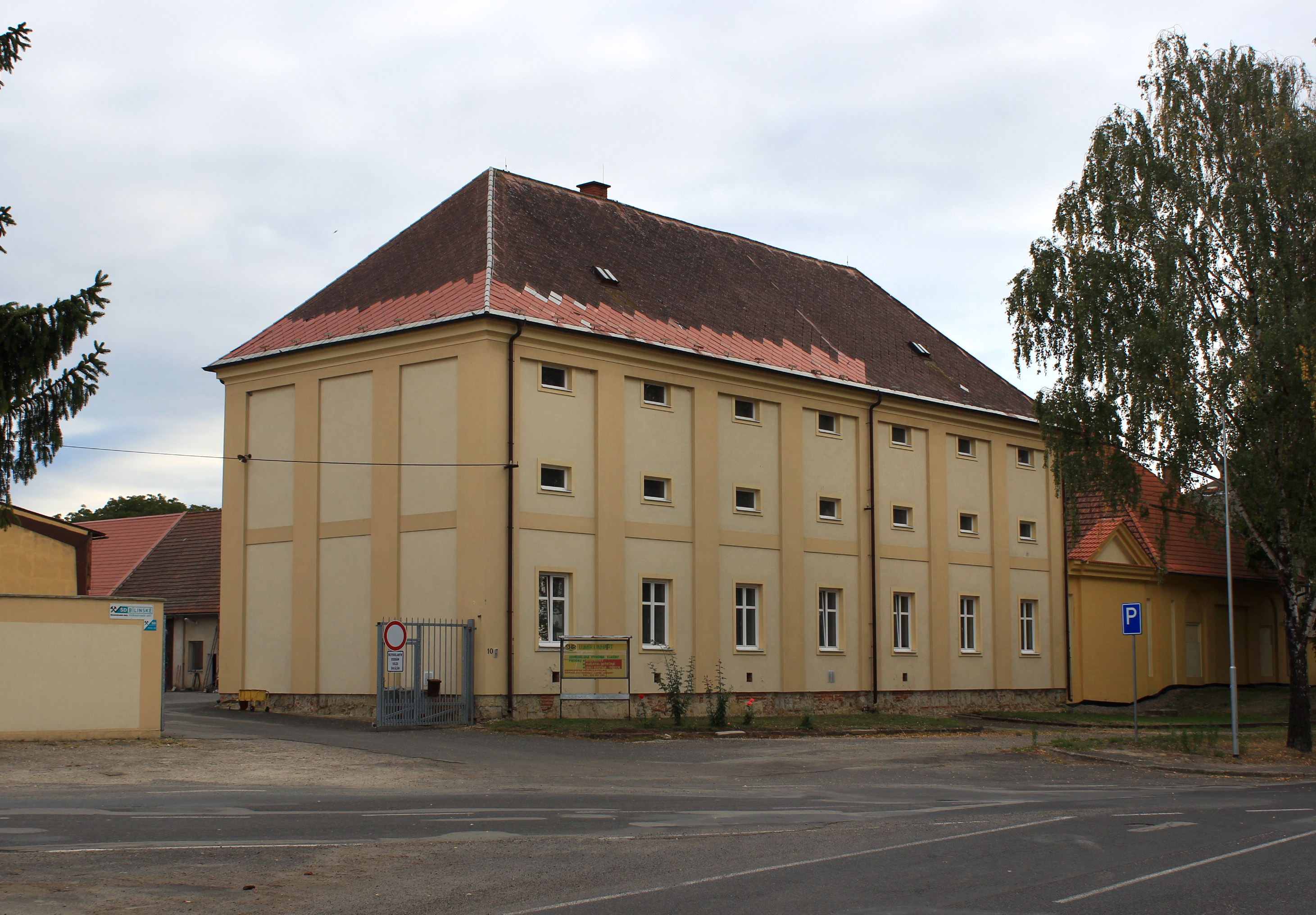
Bývalá sýpka